# Arophyton crassifolium
Arophyton crassifolium är en kallaväxtart som först beskrevs av Samuel Buchet, och fick sitt nu gällande namn av Josef Bogner. Arophyton crassifolium ingår i släktet Arophyton och familjen kallaväxter. Inga underarter finns listade.